# Антониус ван ден Брук
Антониус Йоханес ван ден Брук (на нидерландски: Antonius Johannes van den Broek) е нидерландски физик.
Той е роден на 4 май 1870 година в Зутермер. През 1895 година завършва право в Лайденския университет и до 1900 година работи като адвокат в Хага. След това започва да се занимава с математическа икономика, а от 1903 година и с физика, като пътува много в Германия и Франция. През 1911 година, месеци след като Ърнест Ръдърфорд публикува своя модел на атома, като съчетание от положително заредено ядро и отрицателно заредени електрони, Ван ден Брук за пръв път свързва заряда на атомното ядро (т.е. броя протони в него) с мястото на съответния химичен елемент в периодичната система.
Антониус ван ден Брук умира на 25 октомври 1926 година в Билтховен край Утрехт.